# Blender
Blender е 3D софтуер с отворен код за моделиране, анимация, текстуриране, рендъринг, композитинг, създаване на интерактивно съдържание, а също така и за създаване на компютърни игри – Game Engine. Поддържа 25 езика на интерфейса и е достъпен за всички основни операционни системи под GNU General Public License. Софтуерът е достъпен в няколко различни версии, като по-старите са съвместими за по-ранни версии на операционната система.